# Вотерс (Минесота)
Вотерс (енгл. Walters) град је у америчкој савезној држави Минесота.

## Демографија
По попису из 2010. године број становника је 73, што је 15 (-17,0%) становника мање него 2000. године.
| Група             | 2000.      | 2010.      |
| Белци             | 80 (90,9%) | 72 (98,6%) |
| Афроамериканци    | 0 (0,0%)   | 0 (0,0%)   |
| Азијати           | 0 (0,0%)   | 0 (0,0%)   |
| Хиспаноамериканци | 6 (6,8%)   | 1 (1,4%)   |
| Укупно            | 88         | 73         |